# Лебедєв Олександр Іванович
Олександр Іванович Лебедєв  (рос. Александр Иванович Лебедев; *26 грудня 1930, Воскресенськ, Московська область, РРФСР — 2 вересня 2012, Москва, Росія) — радянський і російський актор театру і кіно.

## Життєпис
Закінчив Державний інститут театрального мистецтва (1953, курс О. І. Пижової) в Москві.
З 1953 року — актор Центрального дитячого театру.
У 1954—1955 — актор Московського обласного Театру юного глядача.
Перебував в штаті кіностудії «Мосфільм» та Театру-студії кіноактора. Знявся більше ніж у ста шістдесяти фільмах, переважно в ролях другого—третього плану (майстерно створював на екрані образ простої людини — з народу: солдата, матроса, робітника…). Актора називали «королем епізоду». Дебютував в епізодичній ролі в кінокомедії М. Калатозова «Вірні друзі» (1954).
Знявся в українських фільмах: «Море кличе» (1955, Васьок, рибалка), «Павло Корчагін» (1956, Микола Окунєв), «Капітани Голубої лагуни» (1962, боцман), «Загибель ескадри» (1965), «Вершники» (1972, т/ф, 2 с, Шашірін, зрадник), «Народжена революцією» (1974—1977, т/ф, у 7 с, бандит, підручний Кочеткова), «Розмах крил» (1986).
Пішов з життя 2 вересня 2012 в Москві. Похований на Домодєдовському цвинтарі.

## Фільмографія
(вибірково)
- 1954 — «Шведський сірник» — крамар
- 1954 — «Вірні друзі» — веселий матросик з «Єрмака»
- 1955 — «Крах емірату» — червоноармієць (немає в титрах)
- 1955 — «Море кличе» — 'Васьок, рибалка
- 1955 — «Доля барабанщика» — Юрка Ковякін, дворова шпана
- 1956 — «Два життя» — колгоспник гармоніст, учасник самодіяльності (немає в титрах)
- 1956 — «Дорогоцінний подарунок» — Петя Сидоренко, син
- 1956 — «Павло Корчагін» — Микола Окунєв
- 1956 — «Поет» — глядач на вечорі поезії (немає в титрах)
- 1957 — «Борець і клоун»— хлопчина в магазині (немає в титрах)
- 1957 — «Як спіймали Семагу» — Халамидник
- 1957 — «До Чорного моря» — курсант автошколи
- 1957 — «Випадок на шахті вісім» — Казюлін
- 1957 — «Поєдинок» — Хлєбніков
- 1957 — «Шторм» — комсомолець
- 1959 — «Мрії здійснюються»  — Веретюк, молодий робітник
- 1959 — «У нашому місті» (к/м) — Петя Баранов (головна роль)
- 1959 — «Доля людини» — молодий солдат (немає в титрах)
- 1961 — «Мир тому, хто входить» — епізод
- 1961 — «Друг мій, Колька!» — епізод
- 1964 — «Батько солдата» — солдат Микола Назаров
- 1967 — «Війна і мир» (1965—1967, 4 с) — російський солдат
- 1970 — «Між високими хлібами» — водій-гуморист
- 1971 — «Джентльмени удачі» — міліціонер
- 1972 — «Гарячий сніг» — шофер Осина (немає в титрах)
- 1972 — «Зовсім безнадійний» — горбань
- 1973 — «Ця весела планета» — епізод
- 1974 — «Любов земна» — Семен
- 1976 — ««SOS» над тайгою» — Федір Дударьов
- 1977 — «Повернення сина» — сусід
- 1979 — «Смак хліба» — Хлистиков
- 1987 — «Прощавай, шпана замоскворецька…» — Вітя, сусід по квартирі
- 1982 — «Покровські ворота» — епізод (немає в титрах)
- 1983 — «Йшов четвертий рік війни» — Єгор Антонович Красильников
- 1986 — «Михайло Ломоносов» — рибалка
- 1989 — «Із життя Федора Кузькина» — Корнеіч
- 1996 — «Ермак» — козак

та ін.